# Musikjahr 1656
Liste der Musikjahre

◄◄ | ◄ | 1652 | 1653 | 1654 | 1655 | Musikjahr 1656 | 1657 | 1658 | 1659 | 1660 | ► | ►►

Weitere Ereignisse
Dieser Artikel behandelt das Musikjahr 1656.

## Ereignisse
- 19. Februar: Uraufführung des musikalischen Dramas Orontea von Antonio Cesti in Innsbruck
- 13. Juli: Uraufführung des Dramas Theti von Antonio Bertali an der Hofburg Wien in Wien

## Instrumental- und Vokalmusik (Auswahl)
- Antonio Maria Abbatini – Dilatatae sunt á 2, in: Geertsom – Scelta de Motetti
- Francesco Cavalli – Musiche sacre
- Johann Jakob Froberger – Libro quarto di toccate, ricercari, capricci, allemande, gigue, courante, sarabande

## Musiktheater
- Antonio Bertali – Theti
- Antonio Cesti – Orontea
- William Davenant – The Siege of Rhodes (mit Musik von Henry Lawes und Matthew Locke)

## Geboren

### Geburtsdatum gesichert
- 10. April: Heinrich Theobald Schenk, deutscher evangelischer Theologe und Kirchenliedkomponist († 1727)
- 31. Mai: Marin Marais, französischer Gambist und Komponist († 1728)
- 06. September: Johann Caspar Ferdinand Fischer, composer († 1746)
- 04. November: Georg Reutter der Ältere, österreichischer Organist und Komponist († 1738)
- 29. November: Christoph Adam Negelein, deutscher Kaufmann, Komponist, Schriftsteller und Textdichter († 1701)
- 29. Dezember: Johann Conrad Vogel, Oberpfälzer Orgelbauer († 1721)

### Genaues Geburtsdatum unbekannt
- Francesco Antonio Calegari, italienischer Komponist und Musiktheoretiker († 1742)
- Jean-Baptiste Moreau, französischer Komponist († 1733)
- Johann Paul von Westhoff, deutscher Komponist und Violinist († 1705)

### Geboren um 1656
- Robert de Visée, französischer Musiker und Sänger († 1732)

## Gestorben

### Todesdatum gesichert
- 21. Februar: Johann von Herold, deutscher Glockengießer (* 1625)
- 23. Mai: Andreas Rauch, österreichischer Komponist (* um 1592)
- 07. Juli (begraben): Michelangelo Rossi, italienischer Barockkomponist, Violinist und Organist (* 1601 oder 1602)
- 29. Juli: Andrea Falconieri, italienischer Barock-Komponist (* um 1585)
- 00. September: Giovanni Giacomo Porro, italienischer Komponist, Kapellmeister und Organist (* 1590)

### Genaues Todesdatum unbekannt
- Artus Auxcousteaux, französischer Komponist (* um 1590)
- Thomas Tomkins, britischer Komponist (* 1572)
- Francesco Turini, italienischer Komponist und Organist (* um 1589)
- Heinrich Vollers, deutscher Organist (* 1583)